# WWE 저지먼트 데이
저지먼트 데이(Judgment Day)는 WWE가 주관하였고, 2009년 끝으로 폐지된 페이퍼뷰이다.
2003년 6월 WWE가 브랜드 분리의 일한으로 브랜드별 페이 퍼 뷰를 진행하기전 양대 브랜드가 공동으로 개최한 사실상 마지막 페이퍼뷰며
2004년부터 2006년 스맥다운 단독페이퍼뷰로 진행되었다.

## 저지먼트 데이 개최한 곳
| 날짜             | 개최한 곳    | 경기장                     | 관중수 | 메인 이벤트                                                         |
| ---------------- | ------------ | -------------------------- | ------ | ------------------------------------------------------------------- |
| 1998년 10월 18일 | 로즈먼트     | 로즈먼트 호라이즌          | 18,153 | 언더테이커 vs. 케인 (WWE 챔피언십)                                  |
| 2000년 5월 21일  | 루이빌       | 프리덤 홀                  | 16,827 | 더 락 vs. 트리플 H (WWE 챔피언십, 아이언맨 매치)                    |
| 2001년 5월 20일  | 새크라멘토   | 아코 아레나                | 13,623 | 스티브 오스틴 vs. 언더테이커 (WWE 챔피언십, 노 홀즈 바아드 매치)    |
| 2002년 5월 19일  | 내슈빌       | 게일로드 엔터테인먼트 센터 | 14,521 | 헐리우드 헐크 호건 vs. 언더테이커 (WWE 통합 챔피언십)               |
| 2003년 5월 18일  | 샬럿         | 샬럿 콜리시엄              | 13,000 | 브록 레스너 vs. 빅 쇼 (WWE 챔피언십, 스트레처 매치)                 |
| 2004년 5월 16일  | 로스앤젤레스 | 스테이플스 센터            | 18,722 | 에디 게레로 vs. 존 브래드쇼 레이필드 (WWE 챔피언십)                 |
| 2005년 5월 22일  | 미네아폴리스 | 타깃 센터                  | 12,000 | 존 시나 vs. 존 브래드쇼 레이필드 (WWE 챔피언십, 아이 큇 매치)       |
| 2006년 5월 21일  | 피닉스       | US 에어웨이스 센터         | 14,000 | 레이 미스테리오 vs. 존 브래드쇼 레이필드 (월드 헤비웨이트 챔피언십) |
| 2007년 5월 20일  | 세인트루이스 | 스콧트레이드 센터          | 10,500 | 존 시나 vs. 더 그레이트 칼리 (WWE 챔피언십)                         |
| 2008년 5월 18일  | 오마하       | 퀘스트 센터 오마하         | 11,324 | 트리플 H vs. 랜디 오턴 (WWE 챔피언십, 스틸 케이지 매치)             |
| 2009년 5월 17일  | 로즈먼트     | 올스테이트 아레나          | 14,822 | 에지 vs. 제프 하디 (월드 헤비웨이트 챔피언십)                       |

## 같이 보기
- WWE 오버 더 리밋
- WWF 오버 더 에지